# Schraden (Gemeinde)
Schraden er en kommune i landkreis Elbe-Elster i den tyske delstat Brandenburg og tilhører Amt Plessa.